# Doriopsilla fulva
Doriopsilla fulva is een slakkensoort uit de familie van de Dendrodorididae. De wetenschappelijke naam van de soort is voor het eerst geldig gepubliceerd in 1905 door MacFarland.